# Dmitriy Buryak
Dmitriy Vassilievitch Buryak (en russe : Дмитрий Васильевич Буряк ; né le 5 juin 1987) est un athlète russe spécialiste du 400 mètres. 

## Palmarès
| Date | Compétition                       | Lieu      | Résultat | Épreuve   | Temps         |
| ---- | --------------------------------- | --------- | -------- | --------- | ------------- |
| 2005 | Championnats d’Europe juniors     | Kaunas    | 2e       | 4 × 400 m | 3 min 07 s 19 |
| 2006 | Championnats du monde juniors     | Pékin     | 2e       | 4 × 400 m | 3 min 05 s 13 |
| 2007 | Universiade                       | Bangkok   | 3e       | 400 m     | 46 s 22       |
| 2007 | Universiade                       | Bangkok   | finale   | 4 × 400 m | DQ            |
| 2011 | Championnats d’Europe en salle    | Paris     | 4e       | 400 m     | 46 s 70       |
| 2011 | Championnats d’Europe en salle    | Paris     | 4e       | 4 × 400 m | 3 min 06 s 99 |
| 2011 | Championnats d’Europe par équipes | Stockholm | 1e       | 4 × 400 m | 3 min 02 s 42 |
| 2011 | Universiade                       | Shenzhen  | 1er      | 4 × 400 m | 3 min 04 s 51 |

### Records
| Épreuve    | Performance | Lieu    | Date         |
| ---------- | ----------- | ------- | ------------ |
| 400 mètres | 46 s 22     | Bangkok | 11 août 2007 |

| Épreuve    | Performance | Lieu   | Date            |
| ---------- | ----------- | ------ | --------------- |
| 200 mètres | 21 s 22     | Moscou | 9 février 2008  |
| 400 mètres | 46 s 21     | Moscou | 27 février 2010 |